# Parc national Los Cardones
Le parc national Los Cardones est situé au nord-ouest de l'Argentine, dans la province de Salta, non loin de Cachi. Il ne possède pas de structure d'accueil touristique, mais il est traversé par la route nationale 33, qui prend le nom de recta Tin Tin dans sa portion rectiligne.
Créé en 1996, il s'étend sur 64 000 hectares, à une altitude variant de 2 600 m à 5 226 m.
Le parc national Los Cardones possède un intérêt écologique (plusieurs biomes y sont représentés). On y a aussi trouvé des restes paléontologiques intéressants (œufs de dinosaures) et des peintures rupestres témoignant de cultures préhispaniques.

## Lescardones
Le parc national Los Cardones tire son nom du cardón, une espèce de cactus candélabre (Trichocereus pasacana) très fréquente dans la région.

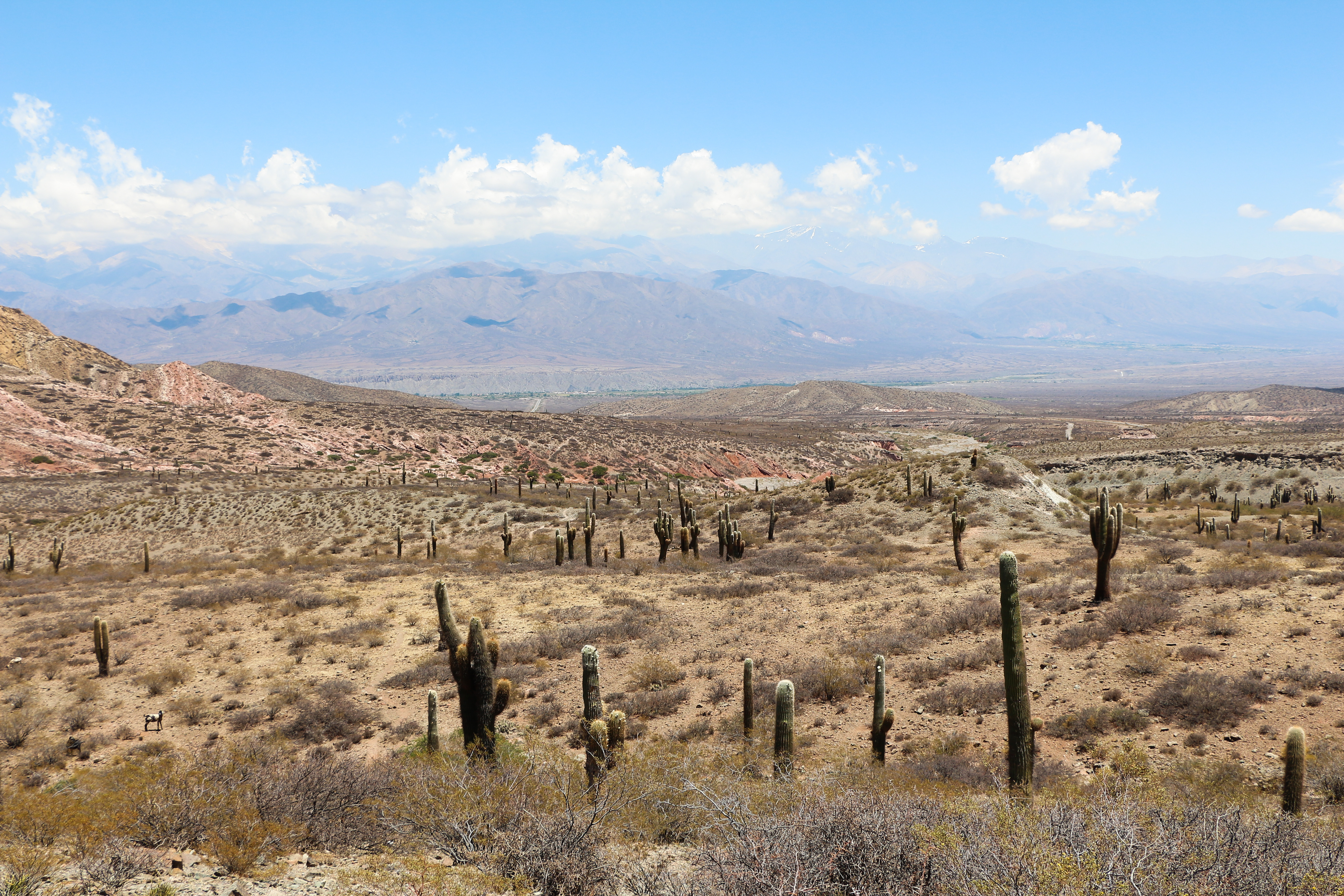
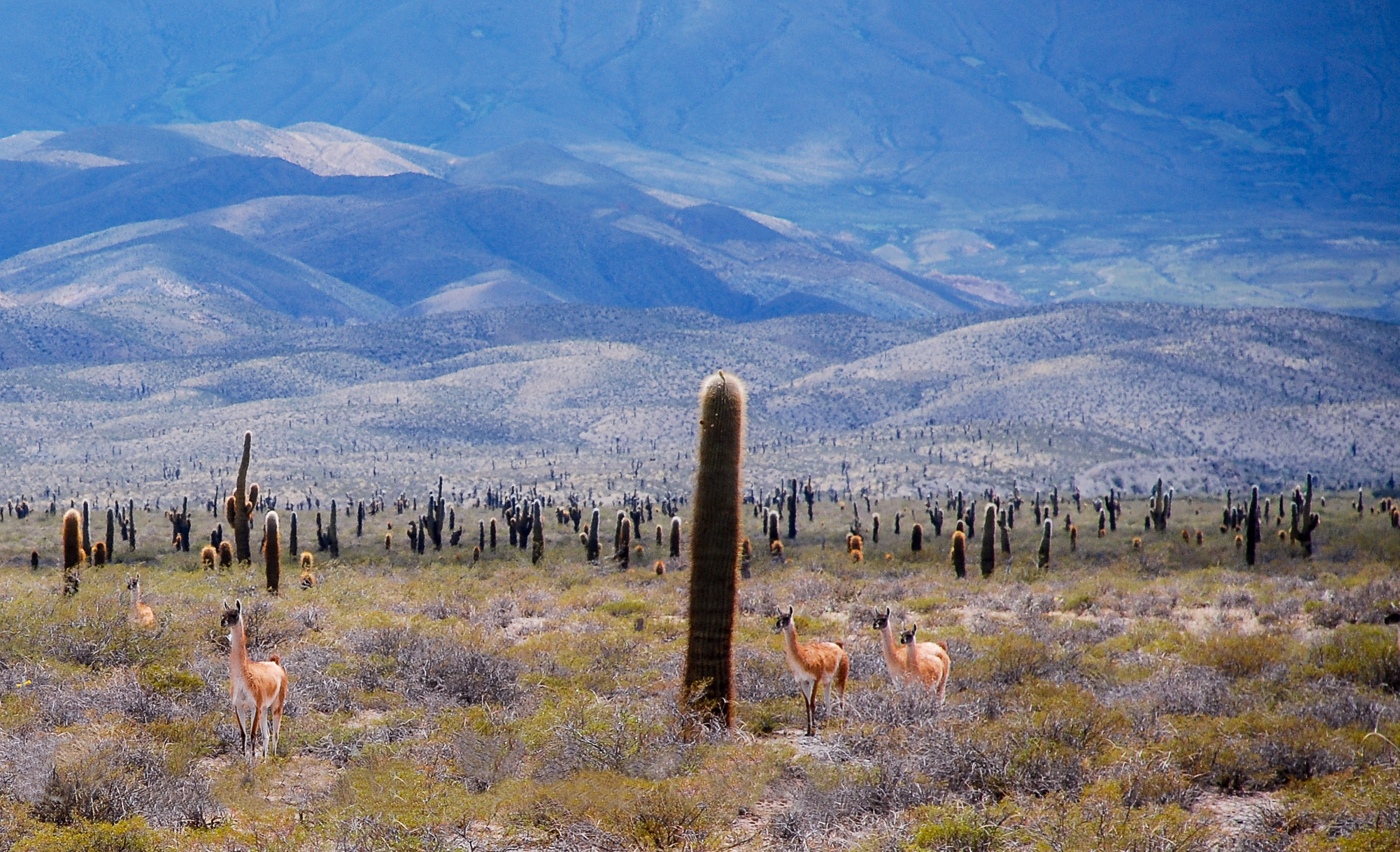
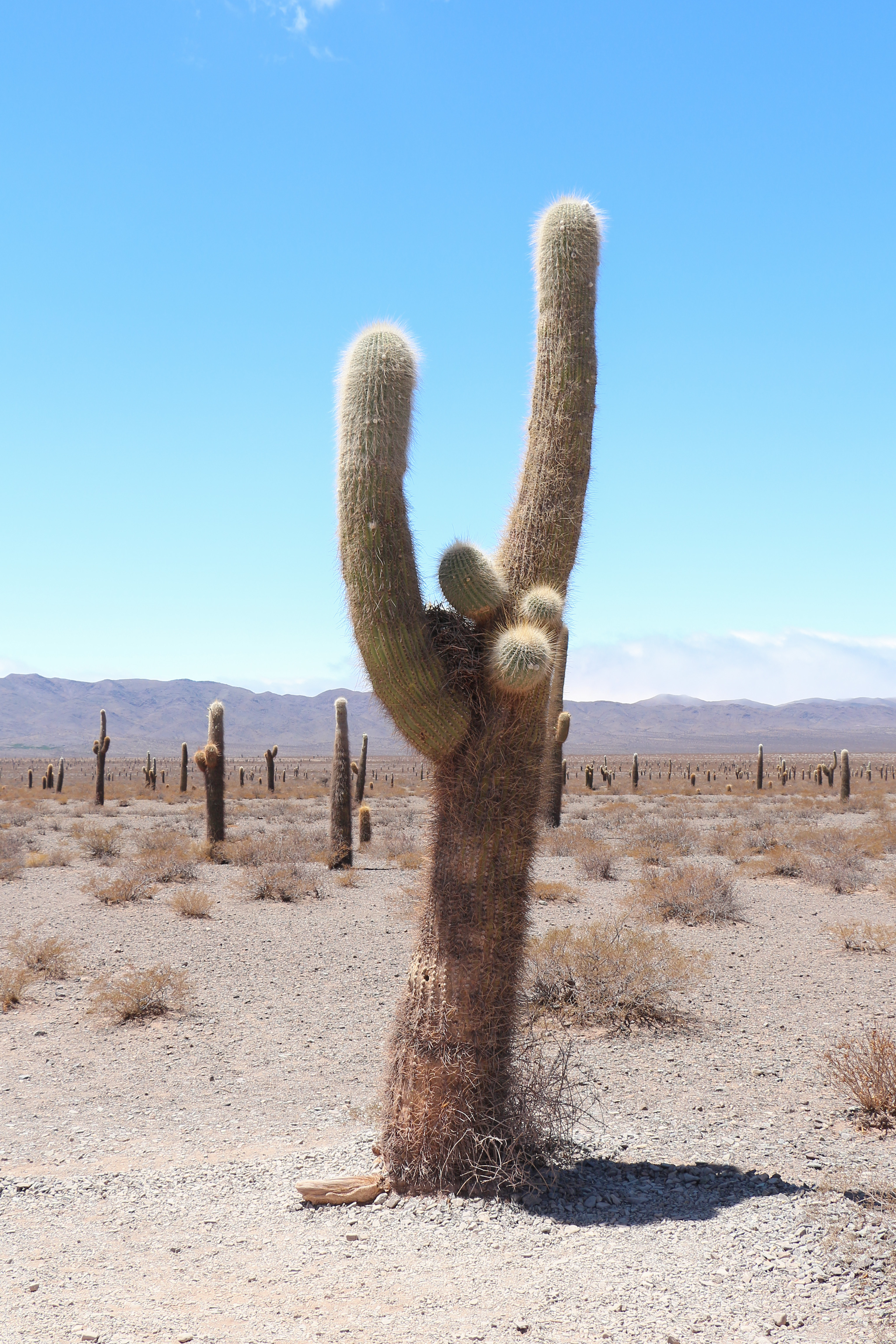
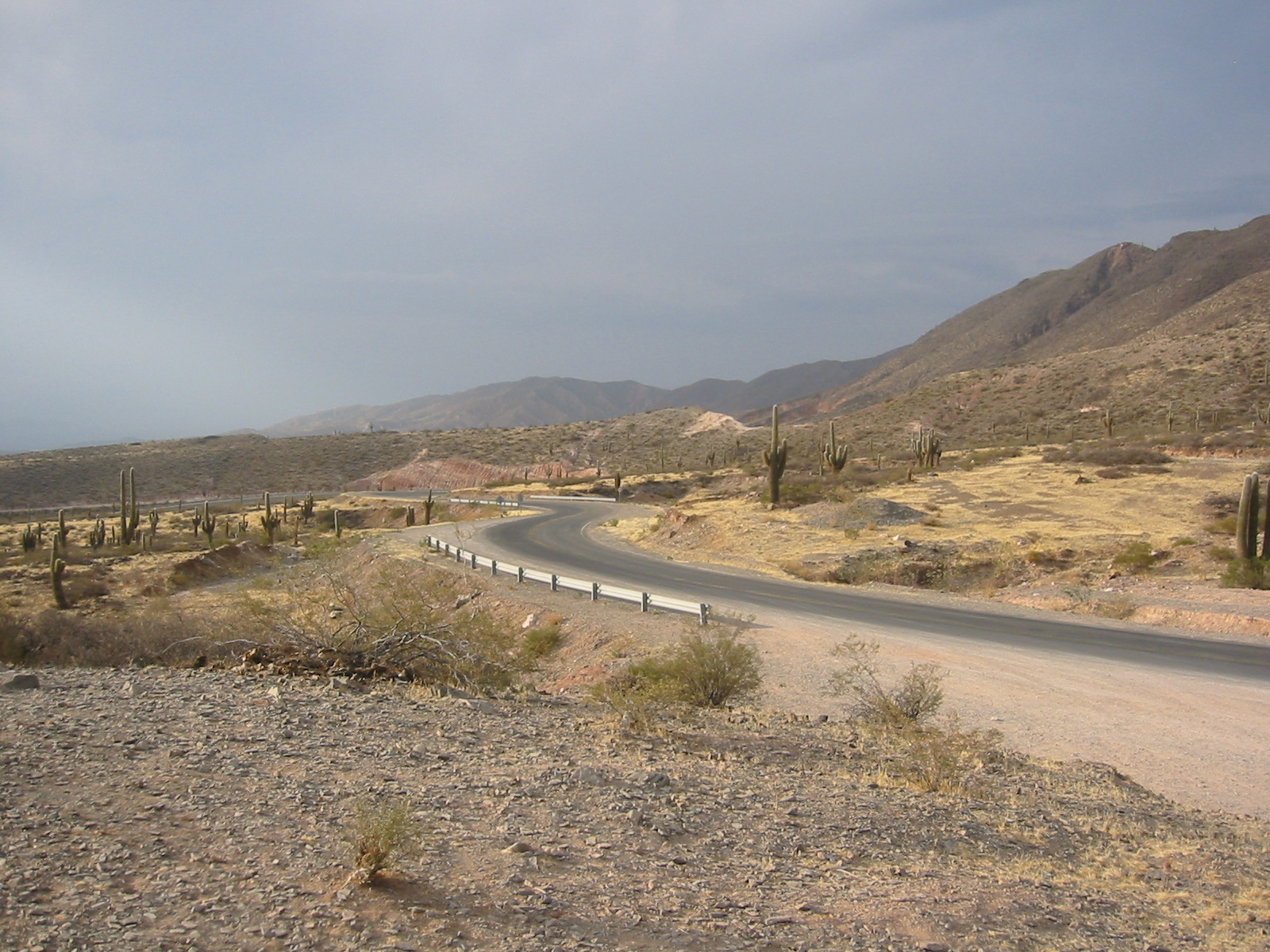